# 加纳阿拉伯人
加纳阿拉伯人，指祖先是阿拉伯人擁有加納公民權的居民。他們多數是黎巴嫩人，叙利亞人和北非阿拉伯人。

## 分布
他們多數分布在首都阿克拉和該國東南，南方和西南的海岸城市。

## 背景
阿拉伯人已在加纳生活了1000年，他們多是貿易商和小商人。

## 經濟
阿拉伯人在加纳經濟佔統治地位，多數黎巴嫩人和敍利亞人都擁有自己的生意，該國大多數酒店，餐廳和出入口也受他們掌握。歷史上他們已從事跨撒哈拉貿易1000年。